# Deniz Aytekin
Deniz Aytekin (Norimberga, 21 luglio 1978) è un arbitro di calcio tedesco di origini turche.

## Carriera
Diventato nel 2004 ufficialmente un arbitro DFB, dopo il classico iter nei campionati minori tedeschi, raggiunge la 2.Bundesliga nel 2006 e la massima divisione nel 2008. Il 1º gennaio 2011 riceve la nomina FIFA. Il 12 settembre 2012 fa il suo esordio da internazionale in una gara tra nazionali maggiori nella partita di qualificazione a Brasile 2014, tra Bosnia-Erzegovina e Lettonia, terminata 4-1.
Dopo alcune apparizioni in turni preliminari dell'Europa League, nel settembre 2011 fa il suo esordio anche nella fase a gironi di tale competizione, dirigendo un match tra gli inglesi del Birmingham City e i portoghesi dello Sporting Braga.
Nel giugno 2012 prende parte agli Europei in Polonia ed Ucraina in qualità di arbitro di porta, nel team arbitrale capitanato dal connazionale Wolfgang Stark.
Nell'ottobre 2012 arriva anche l'esordio nella fase a gironi della Champions League, in un match della terza giornata tra i danesi del Nordsjælland e gli italiani della Juventus.
A livello nazionale, in sei anni di permanenza nella massima serie tedesca, ha già diretto oltre 90 partite (dato aggiornato al dicembre 2014).
Nell'ottobre 2015 è selezionato dalla FIFA per prender parte al Campionato mondiale di calcio Under-17 2015 in programma in Cile.